# Đan viện Cát Minh Sài Gòn
Đan viện Cát Minh Sài Gòn là một đan viện nữ Dòng Cát Minh tọa lạc tại Quận 1, Thành phố Hồ Chí Minh, Việt Nam. Đây cũng là đan viện Dòng Cát Minh đầu tiên được thiết lập tại Viễn Đông. 

## Lịch sử
Năm 1844, khi đang chịu tù đày tại Huế, Giám mục Lefèbvre của Tây Đàng Trong (Sài Gòn) chiêm bao thấy Thánh Têrêsa thành Ávila hiện ra và nói với ông rằng: "Hãy thành lập Dòng Kín trên đất An Nam, vì nhờ đó Thiên Chúa sẽ không ngừng được phụng sự và vinh quang". Năm 1849, sau khi ra tù, Giám mục Lefèbvre viết thư cho người em họ là nữ tu Philomène để bày tỏ ước muốn thành lập dòng kín Cát Minh tại Sài Gòn. Khi bức thư đến Lisieux, mọi người trong Đan viện rất đỗi vui mừng. Nữ tu Geneviève de Sainte Thérèse, bề trên của nhà dòng tại Lisieux, đã sai nữ tu Philomène viết thư hồi âm cho Giám mục Lefèbvre để bày tỏ sự tán đồng, nhưng cần phải đợi cho việc bách hại Công giáo tạm lắng tại đất An Nam.
Năm 1861, từ dòng kín ở Lisieux (Pháp), bốn nữ tu gồm: Philomène de l'Immaculée, Marie Baptiste, Emmanuel và Saint Xavier đã tình nguyện làm cuộc hành trình truyền giáo ở miền Viễn Đông. Ngày 9 tháng 10 năm đó, họ đặt chân đến An Nam (nay là Việt Nam).
Vài hôm sau khi đến Sài Gòn, các nữ tu này được đưa đi xem khu đất mà Giám mục Lefèbvre muốn xây đan viện Dòng Cát Minh. Khu vực này nằm đối diện với Đại chủng viện Thánh Giuse Sài Gòn và Tu viện Dòng Thánh Phaolô thành Chartres. Đến năm 1862, năm thiếu nữ bản xứ đầu tiên gia nhập đan viện. Tuy nhiên, nhà nguyện đan viện này dựng bằng gỗ nên bị sập trong một trận bão. Nữ tu Philomène liên lạc với Dòng Cát Minh bên Pháp xin kinh phí xây mới đan viện. Chính quyền thuộc Pháp đến hiện trường xem xét, đồng ý cấp chủ quyền đầy đủ cho khu đất này và hỗ trợ một phần kinh phí. Thánh lễ đặt viên đá đầu tiên được cử hành trọng thể do Giám mục Jean Claude Miche (tên Việt là Mịch) chủ sự ngày 8 tháng 10 năm 1867. Đến ngày 9 tháng 12 năm 1876 đan viện mới được khánh thành và cung hiến.
Đan viện Cát Minh Sài Gòn mang phong cách kiến trúc theo các tu viện ở Pháp với các dãy nhà hướng mặt vào một sân trong, kết hợp với khu vườn kín để sinh hoạt nội bộ và tách biệt với bên ngoài. Nhà nguyện bên trong đan viện được thiết kế với các yếu tố kiến trúc Việt Nam, cung thánh với hình cổng tam quan, mái ngói cong và các chữ Hán.